# Lärkfalk
Lärkfalk (Falco subbuteo) är en medelstor falk som häckar över stora delar av Palearktis. Den är en snabb och skicklig flygare som lever av stora insekter och småfåglar som den fångar i luften. För sitt födosök är den beroende av vatten varför den ofta uppträder vid sjöar, myrar eller vid kusten. Den placerar ofta sitt bo i ett övergivet kråkbo, gärna i en hög tall. Beståndet anses vara livskraftigt.

## Utseende
Lärkfalken är 29–35 cm lång och har ett vingspann på 70–84 cm. Den är ungefär stor som en tornfalk men med längre spetsigare vingar och kortare stjärt. Översidan är mörkt skiffergrå och den har röda "byxor" och undergump. Den mörka ansiktsmasken är kraftfull, med tydlig men kort falkmustasch. Lärkfalken har gul vaxhud och gula fötter. Undersidan är ljus med distinkta strimmor eller fläckar.

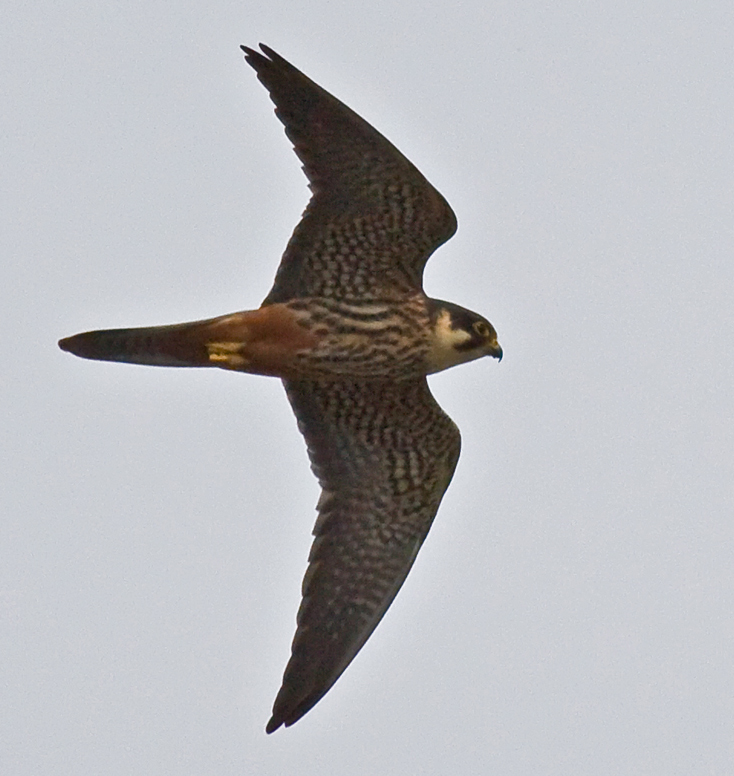
Adult i flykten.

Juvenilen är mörkbrun på ovansidan med ljusa bräm, har krämfärgad undersida med tydliga mörka streck. I flykten kan den på håll påminna om en seglare.

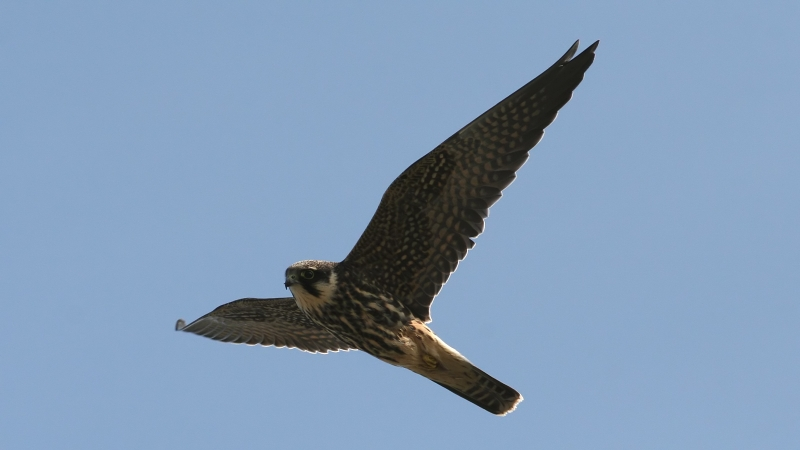
Juvenil i flykten.

## Läten
Lärkfalkens vanligaste läte är ett ihållande "kju-kju-kju-kju...", likt göktytans sång men inte lika gnälligt i tonen. Andra läten är vassa "ki-tjick" i flykten och enstaviga "kitt". Tigglätet är ett utdraget "pii-eh" likt stenfalkens motsvarande läte.

## Utbredning och systematik
Lärkfalken är en flyttfågel som häckar i stora delar av Palearktiska regionen, från Atlantkusten till Kamtjatka. Den övervintrar så långt som till södra Afrika, södra Eurasien och Stora Sundaöarna.
Den delas ofta upp i två till tre underarter med följande utbredning:
- vanlig lärkfalk[8] Falco subbuteo subbuteo, inkl. centralasiae (Buturlin, 1911) – merparten av världspopulationen tillhör nominatformen.
- Falco subbuteo streichi (Hartert & Neumann 1907) – häckar från södra och östra Kina till Myanmar och norra Indokina.

### Förekomst i Sverige
I Sverige är lärkfalken ovanlig men vida spridd, förekommande som häckfågel över hela landet och i det inre av Norrland. Det svenska beståndet flyttar vintertid till Afrika.

### Släktskap
Enligt genetiska studier från 2015 är lärkfalken systerart till afrikansk lärkfalk (Falco cuvierii). De två står vidare närmast sotfalken (F. concolor) och dessa utgör systergrupp till eleonorafalken (F. eleonorae). Australisk lärkfalk (F. longipennis) och orientlärkfalk (F. severus) är trots namnen mer avlägset släkt.

## Ekologi
Lärkfalken föredrar öppna marker som ändå inte är helt utan träd. Den häckar i flera olika biotoper som jordbrukslandskap med insprängda sjöar, gles tallskog med myrar och älvar, och bergsskogar. Lärkfalken är beroende av vattenytor för sitt födosök varför den ofta uppträder vid sjöar, myrar och kuster. Den häckar gärna i kråkfåglars övergivna bon och föredrar boplatser i höga tallar med öppna ytor runt omkring. Honan lägger två till fyra ägg i juni, vilka huvudsakligen ruvas av henne i cirka fyra veckor. Äggen har bruna fläckar på gul bakgrund. Ungarna blir flygfärdiga på en månad, men matas av huvudsakligen honan ytterligare en tid.

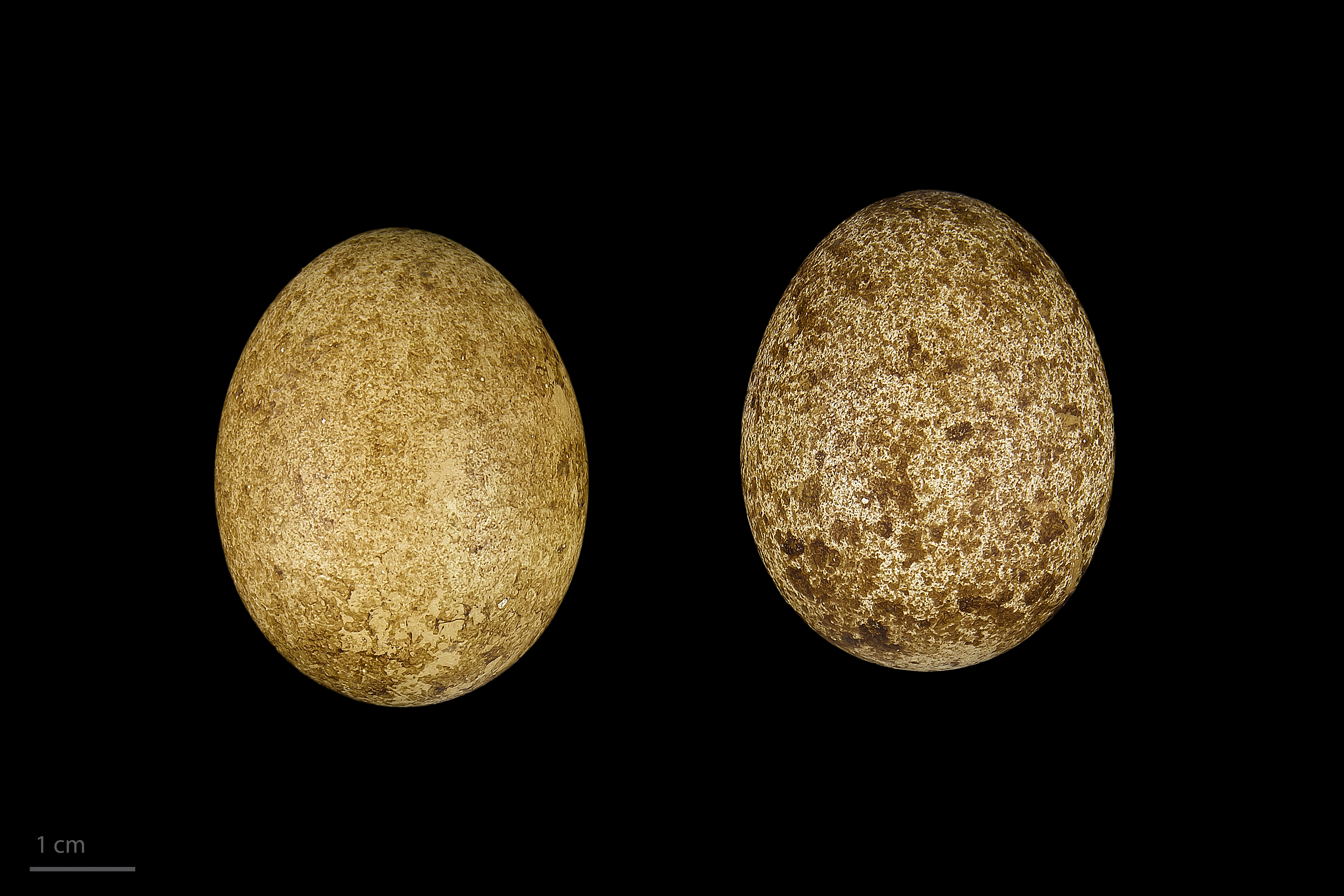
Lärkfalkens ägg.

Lärkfalken lever mestadels av flygande större insekter och småfågel upp till starstorlek. Den fångar även svalor, tornseglare och fladdermöss. Bytena slås i flykten och fångade insekter förtärs också ofta i flykten. Viktigaste insektsfödan utgörs av trollsländor. Ungarna matas uteslutande med småfågel, gärna lärkor och ärlor. Den är mycket snabb och en skicklig flygare.

## Status och hot
Lärkfalken har ett mycket stort häckningsområde och den globala populationen är stor. Den europeiska populationen uppskattas till 140 000–219 000 par, vilket innebär 284 000–437 000 adulta individer. Eftersom Europa utgör cirka 30 % av det globala häckningsomrpdet uppskattas den globala populationen uppgå till 933 000–1 457 000 adulta individer. Dessa siffror är osäkra varför IUCN väljer att uppskatta den globala populationen till mellan 900 000 och 1,5 miljoner adulta individer. Den globala trenden är minskande till följd av habitatförlust, baserat på lokala minskningar. Exempelvis i Nordafrika tros beståndet minska på grund av dokumenterad degradering av öppna skogsmiljöer och sentida uppskattningar. I Europa uppskattas dock populationen vara stabil. Alla dessa faktorer sammanräknat gör att IUCN inte bedömer arten som hotad utan kategoriserar den som livskraftig (LC).
Hoten mot arten utgörs främst av habitatförstörelse, jakt och störningar från människan under häckningstid. I Ukraina tros avverkning av gammelskog lika bakom lokala minskningar, medan jordbrukets intensifiering minskat tillgången på bohål och föda. Under flyttningen skjuts mellan 500 och 600 individer varje år bara på Malta. Lärkfalken är också mycket sårbar för utbyggnad av vindkraften. I vissa länder har växande bestånd av duvhök lett till högre predation av både lärkfalk och kråkfåglar, vilket lett till direkt dödlighet och minskad tillgång på häckplatser.

### Status i Sverige
I Sverige anses populationen vara livskraftig. Beståndet ökar i antal och uppskattas till mellan 3 400 och 6 000 reproduktiva individer eller 3 500 par.

## Taxonomi och namn
Carl von Linné beskrev arten 1758 som Falco Subbuteo i tionde upplagan av Systema naturae.